# Aloe wollastonii
Aloe wollastonii ist eine Pflanzenart der Gattung der Aloen in der Unterfamilie der Affodillgewächse (Asphodeloideae). Das Artepitheton wollastonii ehrt den britischen Botaniker Alexander Frederick Richmond Wollaston (1875–1930).

## Beschreibung

### Vegetative Merkmale
Aloe wollastonii wächst stammlos und in der Regel einfach. Die 12 bis 15 lanzettlich verschmälerten Laubblätter bilden eine dichte Rosette. Die trübgrüne Blattspreite ist 40 bis 50 Zentimeter lang und 8 bis 10 Zentimeter breit. Auf ihr befinden sich zahlreiche verlängerte weißliche Flecken, die in unregelmäßigen Querbändern angeordnet sind. Die Blattoberfläche ist glatt. Die stechenden, rotbraunen Zähne am Blattrand sind 4 bis 6 Millimeter lang und stehen 10 bis 20 Millimeter voneinander entfernt.

### Blütenstände und Blüten
Der Blütenstand weist vier bis sechs Zweige auf und erreicht eine Länge von bis zu 125 Zentimeter. Die unteren Zweige sind gelegentlich nochmals verzweigt. Die lockeren, zylindrisch-konischen Trauben sind 10 bis 30 Zentimeter lang und 80 Zentimeter breit. Die linealisch-lanzettlichen Brakteen weisen eine Länge von 10 bis 20 Millimeter auf und sind 4 Millimeter breit. Die rosarötlichen bis orangerote, selten gelben Blüten stehen an 15 bis 20 Millimeter langen Blütenstielen. Sie sind 30 bis 35 Millimeter lang und an ihrer Basis gestutzt. Auf Höhe des Fruchtknotens weisen die Blüten einen Durchmesser von 8 bis 10 Millimeter auf. Darüber sind sie abrupt auf etwa 6 Millimeter verengt und schließlich zur Mündung erweitert. Ihre äußeren Perigonblätter sind auf einer Länge von etwa 10 bis 12 Millimetern nicht miteinander verwachsen. Die Staubblätter und der Griffel ragen kaum aus der Blüte heraus.

## Systematik und Verbreitung
Aloe wollastonii ist in Kenia, Tansania, Uganda und Zaire oft auf feuchtem Grasland und offenen Waldland in Höhen von 1100 bis 2285 Metern verbreitet.
Die Erstbeschreibung durch Alfred Barton Rendle wurde 1908 veröffentlicht. Synonyme sind Aloe angiensis De Wild. (1921), Aloe bequaertii De Wild. (1921), Aloe lanuriensis De Wild. (1921), Aloe angiensis var. kitaliensis Reynolds (1955), Aloe lateritia var. kitaliensis (Reynolds) Reynolds (1966) und Aloe macrocarpa subsp. wollastonii (Rendle) Wabuyele (2006).

## Nachweise